# 敬儼
敬俨（1255年—1338年），字威卿，易州易水（今河北省易县）人。元朝大臣，元文宗时中书平章政事。
敬俨嗜学能文，出身吏员。初充殿中知班、中书省掾。元成宗大德七年（1303年），历官吏部主事、监察御史、御史台都事等职，奏劾贪官，持法严正。元武宗即位，担任右司郎中。当时，旱灾蝗灾，民众多反，奏请宽治。至大元年（1308年），擢升为江南行台治书侍御史。降为两淮转运使，他整顿盐法，增收二十五万引盐。元仁宗皇庆元年（1312年），转任浙东道廉访使。次年，担任江西行省参知政事。延祐四年（1317年），召为侍御史，以湖广省臣有贪赃枉法之人，一天之中，五次劾奏，于是定罪。延祐五年（1318年），担任中书省参知政事。元英宗至治元年（1321年），出为陕西行台御史中丞。泰定四年（1327年），担任集贤殿大学士，商议中书省事。元文宗天历元年（1328年），拜为中书省平章政事。当时上都元天顺帝失败，朝廷要杀死他的所属官员，敬俨尽力劝阻，不久因病告老，家居十余年去世，谥号文忠。

## 延伸阅读
[在维基数据编辑]
 《元史·卷175》，出自宋濂《元史》
 《新元史/卷201》，出自柯劭忞《新元史》